# Selenidium foliatum
Selenidium foliatum is een soort in de taxonomische indeling van de Myzozoa, een stam van microscopische parasitaire dieren. Het organisme komt uit het geslacht Selenidium en behoort tot de familie Selenidiidae. Selenidium foliatum werd in 1930 ontdekt door Ray.